# 태풍 (소설)
《태풍》(일본어: 野分 노와키[*])는 나쓰메 소세키의 중편 소설이다. 1907년 잡지 "호토토기스"에 발표되었다. 도를 따라 살려던 도야 선생의 세상과의 투쟁을 간결하게 그려내는 내용이다. 소세키는 교사생활의 경험을 가지고 있다.

## 판본 정보
- 한국어판 (ISBN 9788932316789)
- 태풍, 노재명 역, 현암사, 2013.